# Kwon Sang-woo
Kwon Sang-woo (* 5. August 1976 in Daejeon) ist ein südkoreanischer Schauspieler.
Vor seiner Tätigkeit als Schauspieler arbeitete er als Model. Kwon studierte Mathematik an der Universität von Seoul, brach das Studium jedoch ab, um als Schauspieler zu arbeiten.
Kwon wurde 2003 durch den Film My Tutor Friend bekannt. In der Fernsehserie Stairway to Heaven stellt Kwon den Charakter des Cha Song Joo dar, wodurch er im asiatischen Raum Bekanntheit erlangte.

## Filmografie

### Filme
- 2001: Volcano High
- 2001: Sinhwa
- 2002: Make It Big
- 2003: Project X
- 2003: My Tutor Friend
- 2004: Once Upon a Time in High School (말죽거리 잔혹사)
- 2004: Love So Devine
- 2006: Running Wild/Yasu
- 2006: Youth Comic/My Girl
- 2008: Fate – Es wird nur einer Siegen
- 2009: More Than Blue
- 2010: 71: Into the Fire
- 2011: Pained
- 2012: Armour of God – Chinese Zodiac (Sap ji sang ciu)
- 2015: The Honey Enemy
- 2015: The Accidental Detective
- 2018: The Accidental Detective 2

### Fernsehsendungen
- 2001: Man and Women (SBS)
- 2001: Legend (SBS)
- 2001: Delicious Proposal/Sweet Proposal (delivery guy) (MBC)
- 2002: We are Dating Now (SBS)
- 2003/04: Stairway to Heaven (SBS)
- 2003: Into the Sun (SBS)
- 2005: The Sad Love Story / Sad Sonata (MBC)
- 2007/08: Bad Love (KBS)
- 2010: Big Thing
- 2013: Medical Top Team
- 2014: Temptation
- 2017: Queen of Mystery
- 2018: Queen of Mystery 2
- 2023: Han River Police (Disney+)

### Musikvideos
- 2000: Smile (Papaya)
- 2005: Anyclub (Eric & Lee Hyori)
- 첫사랑(가슴앓이) (The First Love) (Artist Yeong Seon Ji)

## Awards
- New Star Award (2002 SBS TV Best Acting Award)
- Best 10 Star Award (2003 SBS TV Best Acting Award)
- Best Popularity Award(2003 SBS TV Best Acting Award)
- Best New Actor with „My Tutor Friend“ (2003 39th Baeksang Arts Award)
- Best New Actor with „My Tutor Friend“ (2003 40th Daejongsang Award)
- Most Popular Actor in Movie Part (2004 40th Baeksang Art Award)
- Popularity Award Blue Dragon Award (2004 41st Blue Dragon Award)
- Korean Movie Association : Special Prize (2005)
- Most Popular Actor in Movie Part (2008 44th Baeksang Art Award)